# U-13号潜艇 (1935年)
U-13号（德語：U 13）是纳粹德国战争海军建造的二十艘II-B型近岸潜艇（或称U艇）之一。它由基尔的德意志船厂承建，于1935年11月9日下水，至当月30日交付使用。第二次世界大战期间，该艇曾执行过九次巡逻作战，共计击沉9艘、击伤3艘同盟国或中立国商船，累积总吨位为54,274吨。1940年5月31日，U-13号在北海的洛斯托夫特东南部水域遭英国单桅战船韦斯顿号投掷深水炸弹后沉没，艇内26名官兵全数被俘，并未造成人员伤亡。

## 设计
II级潜艇是从一战中德意志帝国海军的UB级和UF级近岸潜艇发展而来。其外观尺寸小，造价便宜且易于生产，在很短时间内便能造好。这款艇具在设计上吸收了为芬兰海军定制的欧洲水鼬号的优点，是非常出色的训练艇。但由于它们体积较小，在海面上容易剧烈颠簸，因此也被德国人戏称为“独木舟”（Einbaum）。尽管如此，一些II级艇在训练任务与战斗行动中表现相当出色，许多II级艇的衍生型号也相继被建造出来。
U-13号是一款用于近岸水域作战的II-B型单壳体潜艇。它可视作II-A型的加长版，附加的柴油舱增加了贮油量，航程也因此得到增加。其全长42.7米，舷宽4.08米，高8.6米，并有3.9米的吃水深度。水上和水下排水量则分别为279吨和328吨，惟官方提供的标准吨位为250吨。艇只采用两台曼海姆发动机厂（MWM）生产的六缸四冲程350匹公制馬力（260千瓦特）柴油机用于水面运行，以及两台各配备36个AFA蓄电池组的180匹公制馬力（130千瓦特）西门子-舒克特（SSW）电动发电机用于水下航行；水面最高航速12節（22每小時），水下7節（13每小時）；能够在水面以8節（15每小時）航速续航3,800海里（7,000），或以4節（7.4每小時）连续在水下航行43海里（80）而无需充电。它有两个轴和两副直径为0.85米的螺旋桨，具备在80－150米的深度运行的能力，紧急下潜需时30秒。
武器装备方面，U-13号在艇艏内置有三具管径为533毫米的鱼雷发射管，呈倒三角形布置，其中左舷一具、右舷一具、底部的中线上还有一具；它们合共配备5枚G7型鱼雷，或可携带最多12枚TMA水雷。此外，该艇还搭载有一门20毫米30式高射炮作为甲板炮。其标准船员编制为3名军官及22名水兵。

## 历史
1935年2月2日，海军造舰局正式将四艘II-B型潜艇（U-13至U-16号）的建造合同发包予基尔的德意志船厂。但由于违反了禁止德国拥有潜艇的《凡尔赛条约》条款，U-13号直至1935年6月20日、即解除德国海军军备限制的《英德海军协定》生效后才开始铺设龙骨，同年11月9日下水，至当月30日在首度担任艇长的海军中尉汉斯-格里特·冯·施托克豪森的指挥下交付使用。完成海试后，该艇被编入驻基尔的韦迪根潜艇区舰队（后改称第1潜艇区舰队）服役，直至最终沉没。第二次世界大战期间，U-13号共执行过九次作战巡逻，共计击沉9艘、击伤3艘同盟国或中立国商船，累积总吨位为54,274吨。

### 作战巡逻

触雷受损的万吨级客轮巴黎城号 (1920年)

1939年8月28日，U-13号于凌晨5:50从威廉港启程执行首次作战巡逻，奉命前往北海南部观察航运情况。但由于船舶流量不大，他们一无所获，遂于8月29日被召回，为布雷作业作准备。是次巡逻的第二部分是前往英格兰东岸的奥福德角附近布雷，并于9月2日中午12:27离开威廉港。在为期五天的布雷行动中，该艇共敷设了九枚水雷，后于9月6日凌晨1:27分返回基地。有三艘船撞上了这些水雷，其中两艘沉没。首个受害者是容积总吨为8,641吨的英国货轮马格达普尔号，它于9月10日触雷沉没，造成6人死亡、75人幸存。六天后，注册吨位高达10,902吨、正从伦敦驶往绍森德的英国客轮巴黎城号也在奧德堡东北3.5海里（6.5）处触雷，但它仅仅受损，并未沉没，且能够由两艘英国拖船拖抵提伯利。另一艘沉没的船舶是2,660总吨的法国货轮芙里尼号，它于9月24日凌晨在奧德堡灯船以东约3.5海里处触雷，全体船员均被救起。
第二次巡逻于1939年9月11日下午14:54离开威廉港，至10月3日返回基尔。在奥克尼群岛以西的北海进行的为期二十三天的冒险中，没有舰船沉没或损坏。三周后，U-13号于10月25日重新从基尔出发，前往苏格兰东岸附近的北海执行第三次巡逻。10月30日，该艇在拉特里角东北偏东约3海里（5.6）处发现了从HX-5号护航队分散出来的英国货轮凯恩莫纳号（Cairnmona，4,666总吨），遂发射鱼雷将其击沉，造成3人罹难、42人幸存。U-13号于11月3日夜间22::23返抵基尔。
海军上尉海因茨·舍林格指挥了U-13号的第四和第五次巡逻。在1939年11月15日至25日为期十一天的第四次北海作战期间，英国货轮鲍林号（Bowling，793总吨）号自19日从利斯出发后便失踪；舍林格则报称当晚在距法恩群岛的朗斯通东北偏北约6海里（11）处用鱼雷击中了一艘船的前部，一场巨大的爆炸将其炸成两半，并于40秒内沉没。据推断，该船即为鲍林号，船上13名船员全数遇难。第五次巡逻是一次布雷行动，从12月9日持续至15日，任务地点位于邓迪附近海域。共有两艘船舶触发了U-13号布设的这批水雷，其中注册吨位为8,317吨的英国货轮马赛城号（City of Marseilles）于1940年1月6日早晨在距泰河航道浮标东南约1.5海里（2.8）处引爆，导致发动机停止运转，并向右舷倾侧10至15°；船上164名乘员中有163人顺利逃生，惟1人落水失踪，船只则被拖至邓迪接受临时维修。容积总吨为1,421吨的爱沙尼亚货轮安努号（Anu）则是一个月后、即2月6日在泰河入口处触雷沉没，导致7人丧生。
1940年1月3日，海军中尉马克斯-马丁·舒尔特成为U-13号的末任艇长，并指挥了该艇余下的四次巡逻。第六次巡逻于1月24日下午从基尔启航，至2月5日夜间返回威廉港。在这次为期十三天、水面行程950海里（1,760）、水下行程181海里（335）的的北海行动中，U-13号共击沉两艘北欧商船：1月31日凌晨00:43，舒尔特在恶劣天气下向位于金奈尔德角东北偏东约7海里（13）处的挪威货轮斯塔特号（Start，1,168总吨）发射了一枚鱼雷，并报称该船在烟囱前方的右舷被击中后沉没并裂成两半，16名船员全数遇难。在这次袭击后，U-13号还发现了至少三艘轮船和七艘护航舰，于00:54和01:14时又向一艘未知的丹麦轮船发射了两枚鱼雷，但未成功。一天后的01:43，正锚泊在阿伯杜尔港湾内的瑞典货轮弗拉姆号（Fram，2,491总吨）也被舒尔特发射鱼雷击中并沉没，导致9人死亡、14人获救。第七次巡逻紧随其后于2月16日进行，主要在设得兰群岛和奥克尼群岛水域游弋。但在这次历时十四天、水面行程1,564.5海里（2,897.5）、水下行程247.5海里（458.4）的行动中，U-13号一无所获，遂于2月29日下午18:00返回威廉港。
1940年3月31日下午18:55，舒尔特率U-13号从威廉港启航执行第八次巡逻，参与德国入侵丹麦和挪威的威悉演习行动。它与U-19、U-57、U-58和U-59号共同组成第6潜艇集群，作战区域位于彭特兰湾附近海域。自4月11日起，该艇又转往奥克尼群岛周边巡逻，并在挪威的卑尔根进行维修和补给。4月17日17:33，无护航的英国货轮斯温比号（Swainby，4,935总吨）被U-13号的一枚鱼雷击中艉部轮机舱，25分钟后在马克弗拉加岛以北约25海里（46）处沉没。4月26日凌晨1:17，无护航且无武装的丹麦货轮莉莉号（Lily，1,281总吨）在苏尔岩东南约11海里（20）的平静海面上以8節（15每小時）的速度航行时，被舒尔特发射的一枚鱼雷击中了舰桥和前桅之间的左舷。爆炸折断了船艏，导致该船在45秒内沉没，23名船员全数罹难。两天后，U-13号在彭特兰湾以西射出是次巡逻所携带的最后一枚鱼雷，击中了注册吨位为6,999吨的英国油轮苏格兰裔美国人号（Scottish American）。后者起火燃烧，但仍可被其它英国船只拖曳至埃里博尔湖，并在其后完成修复。U-13号于5月2日上午8:20返抵基尔。
U-13号于1940年5月26日下午15:00离开基尔，前往北海南部执行第九次巡逻。5月31日，它在洛斯托夫特东南部水域遭英国单桅战船韦斯顿号投掷的深水炸弹击伤，被迫浮出水面，随后自行凿沉于52°26′N 02°02′E / 52.433°N 2.033°E处。包括艇长舒尔特在内的26名船员全数被韦斯顿号救起并俘虏。

## 袭击历史摘要
| 日期           | 船名             | 船籍     | 吨位   | 结局         |
| -------------- | ---------------- | -------- | ------ | ------------ |
| 1939年9月10日  | 马格达普尔号     | 英国     | 8,641  | 击沉（触雷） |
| 1939年9月16日  | 巴黎城号         | 英国     | 10,902 | 击伤（触雷） |
| 1939年9月24日  | 芙里尼号         | 法國     | 2,660  | 击沉（触雷） |
| 1939年10月30日 | 凯恩莫纳号       | 英国     | 4,666  | 击沉         |
| 1939年11月19日 | 鲍林号           | 英国     | 793    | 击沉         |
| 1940年1月6日   | 马赛城号         | 英国     | 8,317  | 击伤（触雷） |
| 1940年1月31日  | 斯塔特号         | 挪威     | 1,168  | 击沉         |
| 1940年2月1日   | 弗拉姆号         | 瑞典     | 2,491  | 击沉         |
| 1940年2月6日   | 安努号           | 爱沙尼亚 | 1,421  | 击沉（触雷） |
| 1940年4月17日  | 斯温比号         | 英国     | 4,935  | 击沉         |
| 1940年4月26日  | 莉莉号           | 丹麦     | 1,281  | 击沉         |
| 1940年4月28日  | 苏格兰裔美国人号 | 英国     | 6,999  | 击伤         |

## 脚注
1. ↑  威廉生，第6頁.
2. ↑  威廉生，第6–7頁.
3. 1 2  Gröner 1991，第39–40頁.
4. 1 2  Helgason, Guðmundur. . German U-boats of WWII - uboat.net.   [2023-10-08]. （原始内容存档于2022-12-06）.
5. ↑  Helgason, Guðmundur. . German U-boats of WWII - uboat.net.   [2023-10-09]. （原始内容存档于2020-08-03）.
6. ↑  Helgason, Guðmundur. . German U-boats of WWII - uboat.net.   [2023-10-09]. （原始内容存档于2021-12-07）.
7. ↑  Helgason, Guðmundur. . German U-boats of WWII - uboat.net.   [2023-10-09]. （原始内容存档于2022-09-29）.
8. ↑  Helgason, Guðmundur. . German U-boats of WWII - uboat.net.   [2023-10-09]. （原始内容存档于2021-12-08）.
9. ↑  Helgason, Guðmundur. . German U-boats of WWII - uboat.net.   [2023-10-09]. （原始内容存档于2020-10-31）.
10. ↑  Helgason, Guðmundur. . German U-boats of WWII - uboat.net.   [2023-10-09]. （原始内容存档于2022-11-30）.
11. ↑  Helgason, Guðmundur. . German U-boats of WWII - uboat.net.   [2023-10-09]. （原始内容存档于2008-08-30）.
12. ↑  Helgason, Guðmundur. . German U-boats of WWII - uboat.net.   [2023-10-09]. （原始内容存档于2020-08-09）.
13. ↑  Helgason, Guðmundur. . German U-boats of WWII - uboat.net.   [2023-10-09]. （原始内容存档于2020-10-29）.
14. ↑  Helgason, Guðmundur. . German U-boats of WWII - uboat.net.   [2023-10-09]. （原始内容存档于2022-12-05）.
15. ↑  Helgason, Guðmundur. . German U-boats of WWII - uboat.net.   [2023-10-09]. （原始内容存档于2023-02-07）.
16. ↑  Helgason, Guðmundur. . German U-boats of WWII - uboat.net.   [2023-10-09]. （原始内容存档于2008-09-05）.
17. ↑  Helgason, Guðmundur. . German U-boats of WWII - uboat.net.   [2023-10-09]. （原始内容存档于2022-09-26）.
18. ↑  Helgason, Guðmundur. . German U-boats of WWII - uboat.net.   [2023-10-09]. （原始内容存档于2023-02-08）.
19. ↑  Helgason, Guðmundur. . German U-boats of WWII - uboat.net.   [2023-10-09]. （原始内容存档于2008-10-11）.
20. ↑  Helgason, Guðmundur. . German U-boats of WWII - uboat.net.   [2023-10-09]. （原始内容存档于2023-02-07）.
21. ↑  Helgason, Guðmundur. . German U-boats of WWII - uboat.net.   [2023-10-09]. （原始内容存档于2022-10-06）.
22. ↑  Helgason, Guðmundur. . German U-boats of WWII - uboat.net.   [2023-10-09]. （原始内容存档于2023-02-07）.
23. ↑  Helgason, Guðmundur. . German U-boats of WWII - uboat.net.   [2023-10-09]. （原始内容存档于2020-09-26）.
24. ↑  Helgason, Guðmundur. . German U-boats of WWII - uboat.net.   [2023-10-09].
25. ↑  Kemp，第65–66頁.
26. ↑  Helgason, Guðmundur. . German U-boats of WWII – uboat.net.   [2015-10-04]. （原始内容存档于2021-12-03）.